# ゲス・フー
ゲス・フー（The Guess Who）は、カナダで結成されたロックバンド。代表曲は1970年5月に3週連続全米1位を記録した『アメリカン・ウーマン』。